# 핑위안성
핑위안성(중국어: 平原省, 병음: Píngyuán Shěng)은 1949년부터 1952년까지 존재하던 중화인민공화국의 행정 구역이다. 성도는 신샹시로 현재의 허난성 신샹시에 해당한다. 핑위안성은 1949년 8월 20일에 설치되었고 허난성과 산둥성에 인접한 시들로 이루어져 있었다. 핑위안성은 1952년 11월 15일에 폐지되었다. 안양의 우안시, 서현, 린장현이 허베이성 한단시에 속하게 된 것을 제외하고 성을 구성했던 지역들은 원래의 성 정부로 돌아오게 되었다.

## 하위 행정구역
- 신샹 (허난)
- 푸양 (허난)
- 안양 (허난)
- 허쩌 (산둥)
- 후시 (산둥)
- 랴오청 (산둥)